# Clitocybula familia
Clitocybula familia är en svampart som först beskrevs av Peck, och fick sitt nu gällande namn av Rolf Singer 1954. Enligt Catalogue of Life ingår Clitocybula familia i släktet Clitocybula,  och familjen Marasmiaceae, men enligt Dyntaxa är tillhörigheten istället släktet Clitocybula,  och familjen Porotheleaceae. Arten är reproducerande i Sverige. Inga underarter finns listade i Catalogue of Life.